# Varda (Słowenia)
Varda – wieś w Słowenii, w gminie Sveti Jurij v Slovenskih goricah. W 2018 roku liczyła 98 mieszkańców.